# Cornucoquimba subgibba
Cornucoquimba subgibba is een mosselkreeftjessoort uit de familie van de Hemicytheridae. De wetenschappelijke naam van de soort is voor het eerst geldig gepubliceerd in 1982 door Hu.